# Hans Haldner

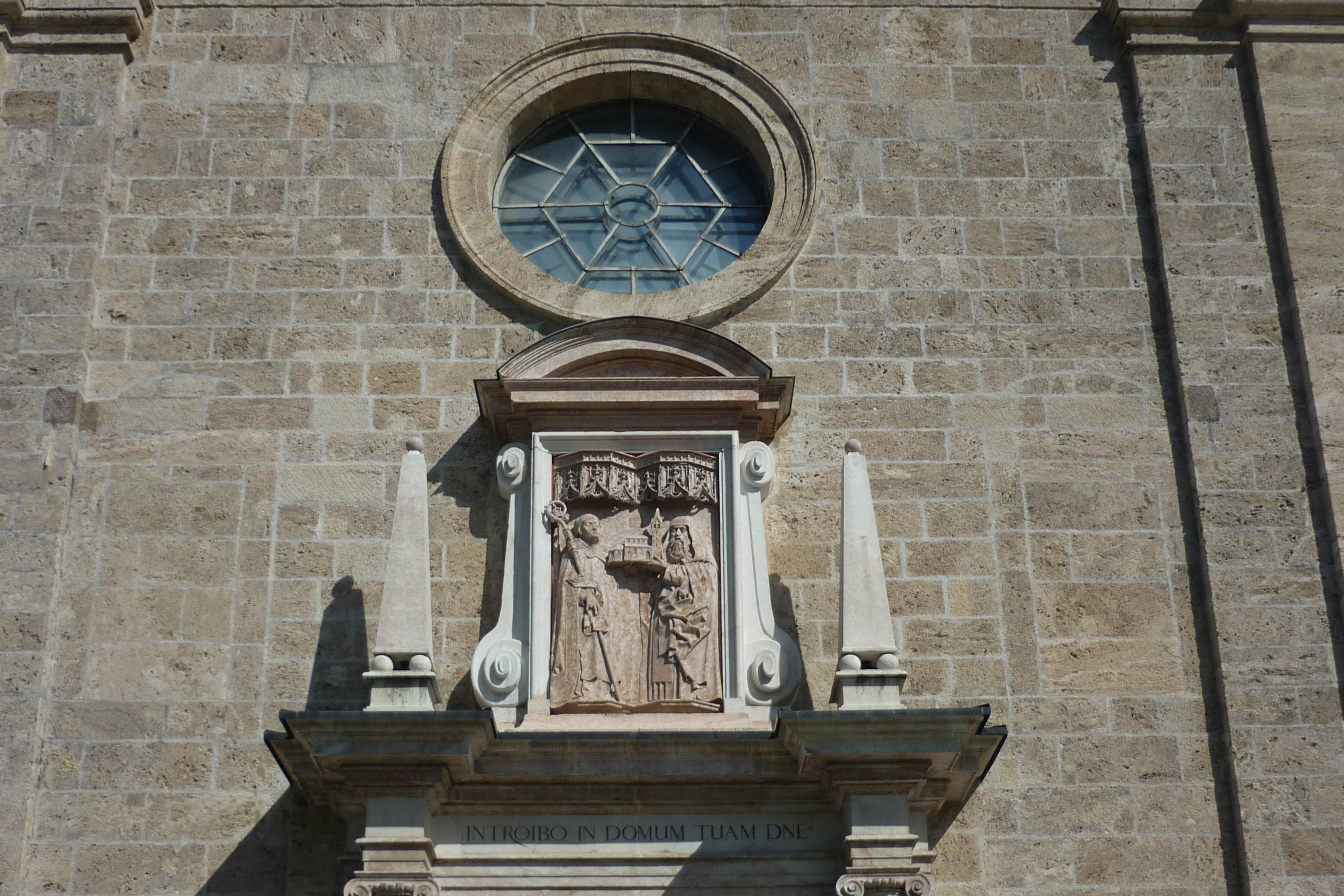
Deckplatte des ehem. Hochgrabs der Tegernseer Klostergründer Adalbert und Oatkar

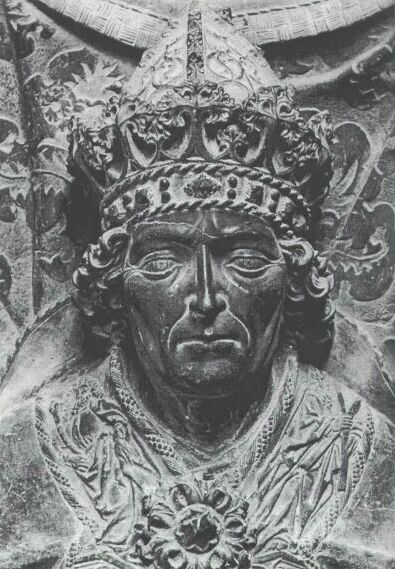
Detail der spätgotischen Gedächtnisplatten des Kenotaphs in der Frauenkirche

Hans Haldner (* vor 1446; † zwischen 1483 und 1490) war ein bedeutender Münchner Bildhauer und Steinmetz der Spätgotik.

## Leben
Hans Haldner betrieb zusammen mit seinem Bruder Matthäus und seinem Sohn Markus eine Bildhauer- und Steinmetz-Werkstatt. Sie gilt als die seit der Mitte des 15. Jahrhunderts führende Werkstatt in München.
1457 schuf er in Kloster Tegernsee ein neues Hochgrab für die Klosterstifter Adalbert und Otkar, das in der Mitte der Kirche aufgestellt war. Das Hochgrab wurde bei der Barockisierung zwar abgebrochen, die Deckplatte wurde jedoch in neuer Rahmung (datiert mit 1690) als Bekrönung über dem Eingangsportal der Kirche St. Quirin angebracht. Das Kenotaph Ludwigs des Bayern in der Frauenkirche in München ist ebenfalls sein Werk. Im Inneren des durchfensterten Gehäuses aus poliertem schwarzem Kalkstein liegt die spätgotische Gedächtnisplatte aus rotem Marmor für Kaiser Ludwig. 1474 schuf Hans Haldner im Freisinger Dom einen neuen Lettner. Die bedeutende Blutenburger Madonna in der Schlosskapelle Blutenburg wird von einigen Wissenschaftlern der Werkstatt der Haldners zugeschrieben. Er starb zwischen 1483 (Pestjahr?) und 1490. Die Werkstatt wurde von seinem Sohn und seinem Bruder weitergeführt.
Zu seinen Schülern zählt Franz Sickinger (* vor 1470; † nach 1503), der von 1475 bis 1503 in Burghausen tätig war.